# 天国は、ほんとうにある (映画)
『天国は、ほんとうにある』（原題:Heaven Is for Real）は2014年に公開されたアメリカ合衆国の宗教映画である。監督はランドール・ウォレス、主演はグレッグ・キニアが務めた。本作はトッド・バーポとリン・ヴィンセントが2010年に上梓した書籍『天国は、ほんとうにある: 天国へ旅して帰ってきた小さな男の子の驚くべき物語』を原作としている。

## 概略
ネブラスカ州インペリアル。トッド・バーポは同地で牧師を務めていた。そんなある日、トッドの4歳になる息子、コルトンは虫垂炎を発症して緊急手術を受けることになった。一時は生死の淵を彷徨ったコルトンだったが、手術は成功した。意識を取り戻したコルトンは「手術中、自分は天国を見た」と主張した。当初、トッドと妻のソンジャはコルトンの話を信じなかったが、コルトンは手術中の両親の行動―ソンジャは待合室にいる人々に息子の無事を祈るよう懇願して回り、トッドは神に「息子を死なせないで下さい」と叫んでいた―を把握していた。さらに、コルトンは自分が生まれる前に亡くなった祖父や流産した姉に会っただけではなく、イエス・キリストにも会ったのだという。
ここに至り、トッドはコルトンの話を信じるようになり、教会の説法やラジオ番組で取り上げたが、世間の人々は臨死体験について大真面目に語るトッドを嘲笑した。教会の信者たちですら、トッドの話をまともに受け止める者は少なかった。しかし、トッドはそれでもコルトンが見た天国について語るのをやめようとしなかった。やがて、そんなトッドにある奇跡が訪れた。

## キャスト
※()は日本語吹き替え。
- グレッグ・キニア - トッド・バーポ (郷田ほづみ)
- ケリー・ライリー - ソンジャ・バーポ (園崎未恵)
- コナー・コラム - コルトン・バーポ (加藤憲史郎)
- レイン・スタイルズ - キャシー・バーポ (壷岐紹未)
- マーゴ・マーティンデイル - ナンシー・ローリング (西宏子)
- トーマス・ヘイデン・チャーチ - ジェイ・ウィルキンス (関貴昭)
- マイケル・モールハルト - イエス
- アリ・タタリン - 天使
- イーナ・バロン - 天使
- ジェイコブ・バルガス - マイケル
- ナンシー・ソレル - シャーロット・スレーター博士
- ダンソ・ゴードン - レイ
- ダーシー・フェール - リー・ワトソン

## 製作
2011年5月、ソニー・ピクチャーズが『天国は、ほんとうにある』の映画化権を獲得した。2012年8月、ランドール・ウォレスが監督に起用された。2013年3月19日、グレッグ・キニアが本作の出演交渉に臨んでいるとの報道があった。4月15日、ケリー・ライリーの出演が決まったと報じられた。7月、本作の主要撮影がマニトバ州セルカークで始まった。

### 音楽
2013年7月17日、ニック・グレニー＝スミスが本作で使用される楽曲を手掛けるとの報道があった。2014年4月9日、本作のサウンドトラックが発売された。

## マーケティング・興行収入
2013年11月14日、本作のオフィシャル・トレイラーが公開された。
本作は『ディズニーネイチャー クマの親子の物語』、『トランセンデンス』、『A Haunted House 2』と同じ週に封切られ、公開初週末に1530万ドル前後を稼ぎ出すと予想されていたが、実際の数字はそれを大幅に上回るものとなった。2014年4月16日、本作は全米2417館で公開され、公開初週末に2252万ドルを稼ぎ出し、週末興行収入ランキング初登場2位となった。

## 評価
本作に対する批評家の評価は平凡なものに留まっている。映画批評集積サイトのRotten Tomatoesには88件のレビューがあり、批評家支持率は50%、平均点は10点満点で5.51点となっている。サイト側による批評家の見解の要約は「『天国は、ほんとうにある』は出来の良い脚本と才能豊かなキャスト陣を売りにしている。しかし、「観客を信仰に目覚めさせられるかもしれない」という考えに基づいたシーンの出来は宜しくなく、それが全体を冗長にしている。」となっている。また、Metacriticには27件のレビューがあり、加重平均値は47/100となっている。なお、本作のCinemaScoreはAとなっている。